# Club Ondersteboven
Club Ondersteboven was een radioprogramma op SLAM! gepresenteerd door Tom van der Weerd en sidekick Bram Krikke. Het programma werd uitgezonden van maandag tot en met donderdag tussen 19:00 en 22:00 uur. De eerste uitzending vond plaats op 6 november 2017. De laatste uitzending was op 17 december 2020.

## Algemeen
Het radioprogramma richtte zich op een jong publiek, waarbij ook uitdagingen werden aangegaan, zoals die waarbij Van der Weerd 72 uur blind door het leven ging en zijn ervaringen deelde. Wanneer Bram Krikke afwezig was, werd hij vervangen door Dee van der Zeeuw of Yuki Kempees. 
Op 10 augustus 2020 werd bekend dat Tom en Bram naar het radiostation Qmusic gingen om daar een weekendshow te presenteren. Na het vertrek van Tom en Bram in augustus werd het programma voor korte tijd gepresenteerd door Anoul Hendriks en Ruben van der Laan. In januari 2021 werd het programma vervangen door Het Avondcircus.

## Prijzen
Het radioprogramma was een van de vijf genomineerde programma's voor de Gouden RadioRing in 2018 en 2019, maar won uiteindelijk niet.